# Ruumissaari (ö i Lappland, Östra Lappland, lat 66,06, long 28,50)
Ruumissaari är en ö i Finland. Den ligger i sjön Yli-Kitka och i kommunen Posio i den ekonomiska regionen  Östra Lapplands ekonomiska region  och landskapet Lappland, i den nordöstra delen av landet, 700 km norr om huvudstaden Helsingfors. Öns area är 13,1 hektar och dess största längd är 0,9 kilometer i öst-västlig riktning.